# 랜디 J. 굿윈
랜디 J. 굿윈(Randy J. Goodwin, 1967년 12월 24일 ~ )은 미국의 배우, 텔레비전 배우이다.
오마하에서 태어났다.

## 방송
- 뱀파이어 다이어리 시즌2